# ミシェル・バルボーザ・ジ・リマ
ミシェル・リマ（葡: Michel Lima）ことミシェル・バルボーザ・ジ・リマ（葡: Michel Barbosa de Lima、1997年5月12日 - ）は、ブラジル・リオデジャネイロ出身のプロサッカー選手。タイ・リーグ1・プラチュワップFC所属。ポジションはフォワード（センターフォワード）。
Jリーグでの登録名はミシェル・リマ。

## 経歴
2017年にリオ・サンパウロECで選手となった。翌年にバングーACを経て、2019年にボアヴィスタSCに加入しカンピオナート・ブラジレイロ・セリエD初出場を記録した。
2020年夏にUDオリヴェイレンセに移籍して自身初の海外移籍となった。その後、アカデミカ・コインブラ、スポルチ・レシフェへの期限付き移籍を経てオリヴェイレンセに復帰、2024年5月30日に完全移籍で同じONODERA GROUP傘下のJ2リーグ・横浜FCに加入した。翌月には同じオリヴェイレンセからジョアン・パウロも加入し、二人揃っての夏移籍加入となった。
2025年5月31日、海外クラブへの移籍を前提とした手続きと準備のため横浜を離脱することが発表された。1ヶ月後の6月29日、タイ王国のPTプラチュワップFCへ完全移籍することが横浜から発表された。翌6月30日にはプラチュワップもミシェル・リマの加入を発表した。

## Jリーグでの個人成績
| 国内大会個人成績 | 国内大会個人成績 | 国内大会個人成績 | 国内大会個人成績 | 国内大会個人成績 | 国内大会個人成績 | 国内大会個人成績 | 国内大会個人成績 | 国内大会個人成績 | 国内大会個人成績 | 国内大会個人成績 | 国内大会個人成績 |
| 年度             | クラブ           | 背番号           | リーグ           | リーグ戦         | リーグ戦         | リーグ杯         | リーグ杯         | オープン杯       | オープン杯       | 期間通算         | 期間通算         |
| 年度             | クラブ           | 背番号           | リーグ           | 出場             | 得点             | 出場             | 得点             | 出場             | 得点             | 出場             | 得点             |
| 日本             | 日本             | 日本             | 日本             | リーグ戦         | リーグ戦         | リーグ杯         | リーグ杯         | 天皇杯           | 天皇杯           | 期間通算         | 期間通算         |
| ---------------- | ---------------- | ---------------- | ---------------- | ---------------- | ---------------- | ---------------- | ---------------- | ---------------- | ---------------- | ---------------- | ---------------- |
| 2024             | 横浜FC           | 30               | J2               | 0                | 0                | -                | -                | -                | -                | 0                | 0                |
| 2025             | 横浜FC           | 23               | J1               | 2                | 0                | 1                | 0                | 0                | 0                | 3                | 0                |
| 通算             | 日本             | 日本             | J1               | 2                | 0                | 1                | 0                | 0                | 0                | 3                | 0                |
| 通算             | 日本             | 日本             | J2               | 0                | 0                | -                | -                | -                | -                | 0                | 0                |
| 総通算           | 総通算           | 総通算           | 総通算           | 2                | 0                | 1                | 0                | 0                | 0                | 3                | 0                |